# L'Homme au doigt
L'Homme au doigt est une statue créée en 1947 par le sculpteur suisse Alberto Giacometti. Elle représente un homme filiforme debout, pointant du doigt de la main droite. Il en existe une demi-douzaine d'exemplaires de par le monde, notamment aux États-Unis au Museum of Modern Art de New York ou au Des Moines Art Center de Des Moines. Le 11 mai 2015, l'un de ces exemplaires a été vendu par Sheldon Solow chez Christie's pour plus de 141 millions de dollars, ce qui en fait la sculpture la plus chère de l'histoire.